# Llista Cívica (Eslovènia)
La Llista Cívica (en eslovè Državljanska lista, DL) va ser un partit polític de centredreta d'Eslovènia fundat per Gregor Virant. Va tenir representació durant la setena legislatura, però va perdre tota la seva representació a les següents eleccions legislatives.

## Història
Després de la caiguda del govern de Borut Pahor, l'exministre d'Administració Pública del govern de Janez Janša entre 2004 i 2008 Gregor Virant, va anunciar el 10 d'octubre de 2011 la intenció de formar una nova candidatura per a concórrer a les eleccions anticipades de 2011, registrant-la el 21 del mateix mes a Ljubljana. Va obtenir ràpidament el suport de nombroses personalitats de la política del país, com l'empresari Ivo Boscarol, o els juristes Peter Jambrek i Tone Jerovšek, antics membres del Tribunal Constitucional, escalant en les enquestes entre les primeres opcions.
Durant la campanya electoral, però, el suport del partit va caure dràsticament, resultat de diverses campanyes en contra del partit: es van fer públiques les altes prestacions d'atur de Gregor Virant l'any després de la finalització del seu mandat com a ministre, va ser atacat des de mitjans tradicionals de la dreta i a l'esquerra se'l va assenyalar com a populista i ambigu en temes com els drets LGTB.
Així, el partit va obtenir finalment un 8,37% dels vots, molt per darrere de les enquestes inicials, situant-se en quart lloc. Va formar part de la coalició de govern liderada per Janez Janša, i un cop va caure el seu gabinet, també va participar en el govern de coalició d'Alenka Bratušek. Durant el mandat, el partit va protagonitzar l'impopular rescat bancari, presentat pel ministre de Finances Janez Šušteršič.
A les eleccions europees de 2014 el DL va obtenir només l'1,2% dels vots, provocant la dimissió del propi Gregor Virant. Dos mesos més tard, el partit va perdre tota la seva representació a l'Assemblea Nacional. Des de llavors ha restat inactiu, provocant que el Ministeri d'Interior plantegi la seva dissolució d'ofici al 2024.

## Resultats electorals

### Assemblea Nacional
| Any  | Líder         | Vots   | %    | Escons | +/– | Pos. | Govern             |
| ---- | ------------- | ------ | ---- | ------ | --- | ---- | ------------------ |
| 2011 | Gregor Virant | 92.282 | 8,37 | 8 / 90 | Nou | 4t   | Coalició (2012–13) |
| 2011 | Gregor Virant | 92.282 | 8,37 | 8 / 90 | Nou | 4t   | Coalició (2013–14) |
| 2014 | Bojan Starman | 5.556  | 0,64 | 0 / 90 | 8   | 13è  | Extraparlamentari  |

### Parlament Europeu
| Any  | Vots  | %    | Escons | +/- |
| ---- | ----- | ---- | ------ | --- |
| 2014 | 4,600 | 1.14 | 0 / 8  | Nou |